# Бирюков, Николай Васильевич
Никола́й Васи́льевич Бирюко́в (род. 21 ноября 1944, с. Коломасово, Ковылкинский район, Мордовская АССР, РСФСР, СССР) — советский и российский государственный деятель. Председатель Верховного Совета Республики Мордовия (1990—1995).

## Биография
По национальности мордвин-мокша.
Окончил:
- Зубово-Полянское педагогическое училище (1964);
- Горьковскую высшую партийную школу КПСС (1973);
- Мордовский государственный университет имени Н. П. Огарёва (1979).

Работал учителем математики, секретарём партийной организации колхоза.
- 1973—1977 — председатель районного Комитета народного контроля.
- 1977—1985 — второй, затем первый секретарь Лямбирьского райкома КПСС.
- 1985—1990 — секретарь, член бюро Мордовского областного комитета КПСС.
- 1990 — заместитель Председателя Верховного Совета МАССР.
- 1990—1995 — Председатель Верховного Совета МАССР (Республика Мордовия).
- 1996—2002 — руководитель Миграционной службы Республики Мордовия, руководитель Территориального органа Министерства по делам федерации, национальной и миграционной политике Российской Федерации в Республике Мордовия.

Имеет государственные награды.